# コルトM1848
コルト M1848（通称：コルト・ドラグーン）は、パーカッション式前装リボルバー（回転式拳銃）である。

## 概要
フリントロック式からメタルカートリッジ式への過渡期に登場した製品で、1848年にアメリカ陸軍の制式拳銃となり、後継モデルである「コルトM1851」や「コルトM1860アーミー」が登場するまでその地位を守った。
M1848ドラグーンは、前年に登場した「コルトM1847ウォーカー」の改良モデルとして開発され、基本構造および口径は同一である。しかし、ウォーカーの特徴である9インチの銃身長と威力を最重視した60グレインの装薬量では、後述のチェーンファイアが発生した際にシリンダーが破損するケースがあり、装薬量を50グレインとした専用シリンダーと7.5インチの銃身を備えた新型がドラグーンである。
装弾数は6発で、シリンダーに火薬を込めてから、パッチを被せ、弾丸を詰める。発砲するためには薬室前面にグリスを塗布し、雷管をニップルに被せることが必要である。グリスを塗布し忘れると、発砲時に他の薬室の火薬に火が移り非常に危険である。この現象をチェーンファイア（数珠繋ぎ発火）という。
金属薬莢時代が訪れると、時代に合わせて実包式にコンバージョン化（メタルカートリッジ仕様に改造）された銃も多い。

## 登場作品

### 映画
『ラストスタンド』
麻薬組織の幹部であるトーマス・ブレルが使用する。

### アニメ・漫画
『銀河鉄道999』
本作および関連作品に登場する「戦士の銃（コスモドラグーン）」のモデルとなっている。
『群青戦記』
第11巻に登場。戦国時代にて高校生の不破瑠衣がこの時代にはないはずのコルトM1848を製作し、披露した。